# Řád welwitschie podivné
Řád welwitschie podivné (anglicky: Order of the Most Ancient Welwitschia Mirabilis) je státní vyznamenání Namibijské republiky založené roku 1995.

## Historie a pravidla udílení
Řád byl založen 17. března 1995. Pojmenován je po rostlině welwitschii podivné, která je endemitem Namibské pouště. Řád je udílen zahraničním hlavám států a může být udělen i posmrtně. Velmistrem řádu je úřadující prezident Namibie.

## Třídy
Řád je udílen ve dvou třídách:
- řetěz
- velkokomtur

## Insignie
Řádový odznak má tvar zlatého slunce složeného z paprsků. Uprostřed je kulatý medailon. Ke stuze nebo řetězu je odznak připojen pomocí jednoduchého kroužku.
Řádová hvězda se podobá řádovému odznaku, je však větší.
Řetěz je zlatý a skládá se ze 14 článků, propojených mezi sebou dvojitým řetízkem. Ústředním prvkem je barevně smaltovaný státní snak Namibie. Ostatní články mají podobu slunce, s barevně smaltovaným medailonem uprostřed.
Stuha z hedvábného moaré sestává ze tří pruhů v barvě žluté, zelené a žluté, které jsou od sebe odděleny úzkými bílými proužky.